# Етнофітоетимологія
Етнофітоетимологія — це дослідження народних назв(вкючаючи діалекти) рослин.